# Citroenkwikstaart
De citroenkwikstaart (Motacilla citreola) is een vogel uit de familie van de piepers en kwikstaarten (Motacillidae). De soort is nauw verwant aan gele kwikstaart, Kaapse kwikstaart en madagaskarkwikstaart. 

## Kenmerken
De vogel is 16·5 tot 20 cm lang en weegt 18 tot 25 gram. Deze kwikstaart lijkt qua grootte en postuur sterk op de gele kwikstaart, maar heeft gemiddeld een langere staart. Verder is kenmerkend de dubbele vleugelstreep (in alle kleden). Het volwassen mannetje heeft in het broedkleed een citroengele kop, borst en buik en een smalle donkere halsband. Het vrouwtje lijkt meer op een vrouwtje gele kwikstaart, maar zij heeft een iets bredere, gele oogstreep die rond de oorstreek doorloopt.

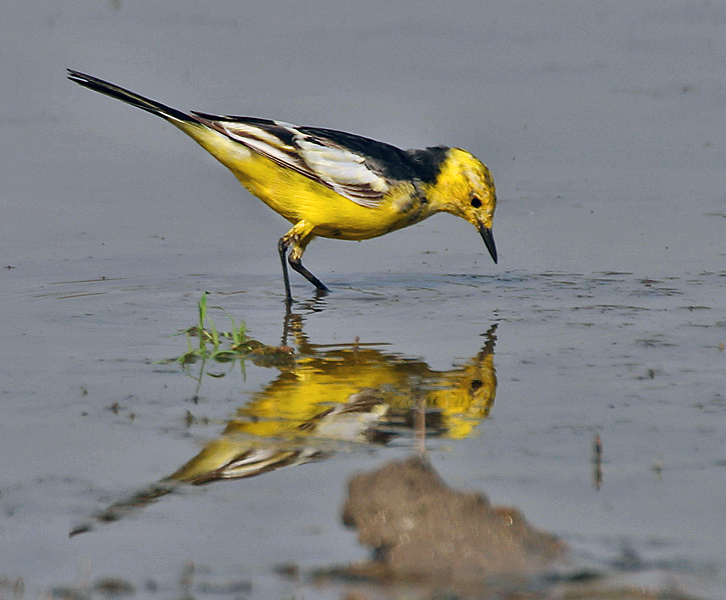
Mannetje citroenkwikstaart in broedkleed

## Verspreiding en leefgebied
Er zijn twee ondersoorten:
- M. c. citreola (Noordoost-Europa tot Midden-Siberië, Mongolië en Noordoost-China en overwintert op het Indische subcontinent en Zuidoost-Azië)
- M. c. calcarata (Oost-Iran en Afghanistan tot in Midden-China en overwintert in Zuid-Azië)

Het leefgebied bestaat uit moerassige gebieden begroeid met lage wilgen of ruig grasland aan de randen van meren of op de toendra, in hooggebergte (tot 4600 m boven zeeniveau), maar soms ook in agrarisch gebied rond dorpen. Daar waar ook de gele kwikstaart in de buurt komt, broedt de citroenkwikstaart meestal in natter terrein. Buiten de broedtijd in open, moerassige landschappen waaronder ook gebieden langs brak of zout water.

### Voorkomen in Nederland
In Nederland was de citroenkwikstaart een dwaalgast met 13 bevestigde waarnemingen tot 2000. Daarna is het aantal waarnemingen flink toegenomen en worden er elk jaar wel een aantal citroenkwikstaarten gezien in Nederland.

## Status
De grootte van de populatie werd in 2015 ruw geschat op 2-5 miljoen individuen. Men veronderstelt dat de soort in aantal toeneemt. Om deze redenen staat de citroenkwikstaart als niet bedreigd op de Rode Lijst van de IUCN.